# My People Were Fair and Had Sky in Their Hair... But Now They're Content to Wear Stars on Their Brows
My People Were Fair and Hand Sky in Their Hair... But Now They're Content to Wear Stars on Their Brows es el álbum debut de la banda británica de rock Tyrannosaurus Rex —conocidos posteriormente como T. Rex— publicado en julio de 1968 por Regal Zonophone Records para Europa y por A&M Records para los Estados Unidos. Su grabación se llevó a cabo entre fines de 1967 y principios de 1968 en los estudios Advision en Londres y su producción quedó a cargo de Tony Visconti. Marc Bolan escribió la gran mayoría de las canciones durante el proceso de grabación, a excepción de «Mustang Ford» y «Hot Rod Mama» que las compuso meses antes mientras estaba en la banda John's Children. Como dato, en el tema «Frowning Atahuallpa (My Inca Love)» hay una narración leída por el disc-jockey inglés John Peel.

## Recepción comercial
A la semana siguiente de su publicación alcanzó el puesto 15 en la lista británica UK Albums Chart y para promocionarlo se lanzaron al mercado los sencillos «Debora» y «One Inch Rock», que se situaron en las casillas 34 y 28 de la lista de sencillos inglesa respectivamente. Cabe señalar que ambas canciones no fueron incluidas en el listado original del disco y solo recién en 2004 el tema «Debora» se agregó como pista adicional en la remasterización realizada por el sello Universal, que además incorpora las versiones descartadas de «Child Star» y «Chateau in Virginia Waters». Más tarde, en 1972 Fly Records publicó «Debora» y «One Inch Rock» como un solo sencillo y logró la séptima posición en el conteo británico de sencillos.
El disco fue un gran éxito comercial después de ser reeditado en 1972, cuando hubo un gran revuelo en los medios alrededor el grupo con una sucesión de sencillos en la cima de las ventas de discos. My People Were Fair... y el segundo álbum del grupo Prophets, Seers & Sages, se publicaron como un álbum doble; este alcanzó el número uno en la primera semana de su lanzamiento en el Reino Unido en abril de 1972.

## Comentarios de la crítica
De acuerdo con el escritor Giulio D'Augustino en su libro Glam Musik: British Glam Music '70 History, el álbum recibió comentarios negativos de parte de la prensa especializada, aunque con el tiempo algunos medios se han retractado. Dave Thompson de Allmusic destacó la capacidad de la banda de tocar instrumentos inusuales en el rock y crear un sonido convincente. Mientras que Paul Stewart de Sunday Express le dio cinco estrellas de cinco posibles a la remasterización de 2004 y mencionó que «serás transportado a un tiempo en que la música era interesante».

## Lista de canciones
Todas las canciones escritas por Marc Bolan.

| N.º | Título                               | Duración |  |
| 1.  | «Hot Rod Mama»                       | 3:09     |  |
| 2.  | «Scenescof»                          | 1:41     |  |
| 3.  | «Child Star»                         | 2:52     |  |
| 4.  | «Strange Orchestras»                 | 1:47     |  |
| 5.  | «Chateau in Virginia Waters»         | 2:38     |  |
| 6.  | «Dwarfish Trumpet Blues»             | 2:47     |  |
| 7.  | «Mustang Ford»                       | 2:56     |  |
| 8.  | «Afghan Woman»                       | 1:59     |  |
| 9.  | «Knight»                             | 2:38     |  |
| 10. | «Graceful Fat Sheba»                 | 1:28     |  |
| 11. | «Wielder of Words»                   | 3:19     |  |
| 12. | «Frowning Atahuallpa (My Inca Love)» | 5:55     |  |

| Pistas adicionales en reedición de 2004 |                                         |          |  |
| N.º                                     | Título                                  | Duración |  |
| 13.                                     | «Debora»                                | 3:07     |  |
| 14.                                     | «Child Star» (toma dos)                 | 2:40     |  |
| 15.                                     | «Chateau in Virginia Waters» (toma dos) | 2:45     |  |
| 16.                                     | «Debora» (toma dos)                     | 3:09     |  |

## Músicos
- Marc Bolan: voz y guitarra
- Steve Peregrin Took: bajo, congas, piano, coros, gong y pixifono